# الوثب العالي القائم

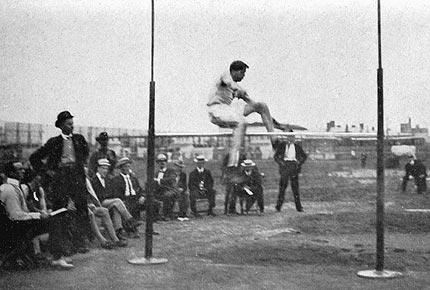

الوثب العالي القائم هو حدث من ألعاب القوى الذي ظهر في الألعاب الأولمبية من عام 1900 إلى عام 1912 . يتم تنفيذه بنفس طريقة القفز العالي ، مع اختلاف أن الرياضي لا يركض ويجب أن يقف ساكناً ويقفز مع كلا القدمين معًا.
كان راي إيري هو الأفضل ، مسجلاً أرقامًا قياسية للوثب العالي القائم (1.65 م في 16 يوليو 1900). كما حقق نجاحًا كبيرًا في الوثب الطويل القائم والوثب الثلاثي القائم .
تمتعت الفعالية في السابق بمنافسة واسعة ، حيث ظهرت في برنامج ألعاب القوى الأولمبية من عام 1900 إلى عام 1912 ،  وكذلك في بطولة العالم للسيدات عامي 1922 و 1926 .  تم التنافس على هذا الحدث في بطولة الاتحاد الرياضي للهواة في الولايات المتحدة كحدث داخلي في مطلع القرن العشرين.  تضاءلت شعبيتها في القرن العشرين ، على الرغم من أنها حافظت على مركز البطولة لفترة أطول في البلدان الاسكندنافية.  
واحدة من أفضل النتائج على الإطلاق هي 1.90 متر للرياضي السويدي رون ألمان في عام 1980 والذي كان في ذلك الوقت رقما قياسيا سويديا وسجل عالمي غير رسمي.  في وقت لاحق قفز أيضًا 1.90 متر ، وهو اليوم الرقم القياسي العالمي.  الرقم القياسي النرويجي هو 1.82 بواسطة ستورل كالستاد في عام 1983. 

## الحاصلين على الميداليات الأولمبية
| الألعاب         | الذهبية                         | الفضية                                                              | البرونزية                            |
| --------------- | ------------------------------- | ------------------------------------------------------------------- | ------------------------------------ |
| 1900 Paris ‏     | راي يوري · الولايات المتحدة ·   | إرفينغ باكستر · الولايات المتحدة ·                                  | لويس شيلدون · الولايات المتحدة ·     |
| 1904 St. Louis ‏ | راي يوري · الولايات المتحدة ·   | جوزيف ستادلر · الولايات المتحدة ·                                   | لوسون روبرتسون · الولايات المتحدة ·  |
| 1908 London ‏    | راي يوري · الولايات المتحدة ·   | John Biller · الولايات المتحدة Konstantinos Tsiklitiras · اليونان · | None awarded                         |
| 1912 Stockholm ‏ | بلات آدامز · الولايات المتحدة · | Benjamin Adams · الولايات المتحدة ·                                 | Konstantinos Tsiklitiras · اليونان · |

## ألعاب البينية
| الألعاب    | الذهبية                     | الفضية                            | البرونزية |
| ---------- | --------------------------- | --------------------------------- | --------- |
| أثينا 1906 | راي يوري (الولايات المتحدة) | ليون دوبونت (بلجيكا)              |           |
| أثينا 1906 | راي يوري (الولايات المتحدة) | مارتن شيريدان (الولايات المتحدة)  |           |
| أثينا 1906 | راي يوري (الولايات المتحدة) | لوسون روبرتسون (الولايات المتحدة) |           |

## روابط خارجية
- يوتيوب فيديو لقفزة عالية قائمة 1.80